# Куликовка (Кимовский район)
Куликовка — село в Кимовском районе Тульской области России.
В рамках административно-территориального устройства входит в Устьинский сельский округ Кимовского района, в рамках организации местного самоуправления входит в сельское поселение Епифанское.

## География
Расположено на реке Дон, в 39 км к юго-востоку от железнодорожной станции города Кимовск.

## Население
| 2002 | 2010 |
| ---- | ---- |
| 152  | ↘106 |

Население — 106 чел. (2010).